# Karkas Ab
 (juin 2018).
Karkas Ab (en persan : كركس اب Romanisé en Karkas Āb) est un village de la province du Khorasan méridional en Iran. Lors du recensement de 2006, sa population était de 103 habitants pour 28 familles.